# شمس الدين إيلدكز
شمس الدين إيلدكز ؛ شمس الدین الدنیز أو شمس الدين إلدِغز (بالأذرية: شمس الدین الدنیز) ؛ (بالفارسية: اتابک شمس‌الدین ایلدگز) المُلقب بـ: "الأتابي العظيم"، كان أتابك الإمبراطورية السلجوقية ومؤسس سلالة أتابكة أذربيجان، االتي أمتد تأثيرها منطقة ألبانيا القوقازية وأذربيجان الإيرانية ومُعظم شمال غرب بلاد فارس من النصف الثاني من القرن الثاني عشر إلى العقود الأولى من القرن الثالث عشر.
شارك إيلدكز أمراء الدولة السلجوقية في صراعهم للوصول إلى منصب السلطنة أكثر من مرة، وكان يؤيد فريقاً على الآخر، وكان لإسهامه في هذه الصراعات أثر كبير في وصول ابن زوجته، أرسلان بن طغرل بن محمد، إلى منصب السلطان السلجوقي في فارس والعراق. فأبقى أرسلان أتابكه إيلدكز في همذان (عاصمة السلاجقة العراق) وعين أخاه لأمه محمد جهان بهلوان بن إيلدكز حاجباً له. ظل نفوذ إيلدكز قوياً حتى وفاته سنة 570هـ/1175م ولم يكن للسلطان أرسلان إلا الاسم يُخطب له على المنابر وتُضرب باسمه السكة.
اتخاذ إيلدكز قرارات سياسية مهمة ساعدت السلطان أرسلان شاه، من تجنب الأحداث والتطورات التي حدثت في عهده، بما في ذلك مؤامرات الغزو الجورجي للأراضي الإسلامية واستيلاء الجورجيين على أذربيجان، والنضال ضد الإسماعيليين واحتلال قلاعهم. مما أدى إلى الاستقرار النسبي لأسس الحكومة السلجوقية في عهد أرسلان شاه.

## سيرته
إيلدكز من أصل قفجاقي، كان سابقًا تابعاً ومملوكاً للكمال الشهير ابن وزير السلطان السلجوقي محمود الثاني (1118-1131)، ولما قُتِل الكمال صار السلطان وترقى في كتب الولاية. فلما ولي السلطان مسعود ولاه أرانية فاستولى عليها وبقيت طاعته للملوك على البعد، واستولى على أكثر أذربيجان.ثم ملك همذان وأصفهان والري وخطب لربيبه أرسلان بن طغرل وبقي أتابك. وبلغ عسكره خمسين ألفاً واتسع ملكه من تفليس إلى مكران وكان متحكماً على أرسلان وليس له من الدولة إلا جراية تتصل إليه، وبلغ تحكمه عليه أنه شرب ذات ليلة، فوهب ما في خزانته، وكان كثيراً، فلما سمع إيلدكز بذلك استعاده جميعه، وقال له: متى أخرجت المال في غير وجههن أخذته أيضاً من غير وجهه، وظلمت الرعية. كان إيلدكز عاقلاً، حسن السيرة، يجلس بنفسه للرعية، ويسمع شكاويهم، وينصف بعضهم من بعض.
تركزت قاعدة نفوذ سلالته حول نخجوان،  وسيطرة على الأراضي من بيلقان إلى شامكير. نمت قوته في أذربيجان وتحالف مع الأتابي أرسلان أبا الأحمدلي، وشن حربًا على السلطان محمود الثاني واستمر في هذا التحالف حتى عام 1156. سرعان ما انتهى التحالف عندما هزم محمد الثاني الديكز عام 1156 ومنح أذربيجان لأرسلان أبا. آلت الأمور إليه عندما توفي السلطان نفسه في 1159 وحل محله سليمان شاه فنجح عام 1160 في عزل وربما قتل سليمان شاه وتنصيب ابن زوجته أرسلان شاه كسلطان.
بعد وفاة محمود، تزوج إيلدكز أرملة طغرل الثاني مؤمنة خاتون وعين أتابك لأرسلان شاه (ابن طغرل الثاني)، حيث كان مدعومًا لضرورة وجود جيش كبير يصد الغارات المتكررة من مملكة جورجيا المجاورة. فأعطي حكم إقليم أَرّان سنة 541هـ/1146م، فأخذ يوسّع نفوذه في المناطق المجاورة، واستولى على معظم أذربيجان وبلاد الجبل وهمذان وأصبهان والرَّي، واتخذ من تَبْريز عاصمة له. قوي نفوذ إيلدكز لكونه أتابك السلطان وحاكم أذربيجان، وهيمن على جميع مرافق الدولة، واستطاع بكفايته وحسن تدبيره ومساعدة ولديه محمد جهان بهلوان ومظفر الدين عثمان قزل أرسلان أن يرد كيد الأعداء وينتصر عليهم، وأضاف إلى ما تقدم أن زوّج ابنه محمد جهان بهلوان من ابنة حاكم الري.
لم يُقبل عهد أرسلان شاه في مراغة وري، اللذان أصبح حكامهما إنانش والأحمديليين منافسين للإيلدكز. سار إنانش ضد همدان، من أجل وضع أخيه محمد على العرش في 3 أغسطس 1161 لكن أرسلان وإيلدكز هزموه في المعركة، وأجبروا أنانش على الفرار. وتكرر الحادث مرة أخرى في 1165، أدار إيلدكز عملية اغتيال إنانش عام 1169 والاستيلاء على الري، والتي مُنحت لمحمد جهان بهلوان كإقطاع. على الرغم من عدم إخضاعهم أبدًا، استمر الأحمديون في التنافس مع إيلدكز حتى حكم قزل أرسلان.

### الحرب بين ابن آق سنقر وعسكر إيلدكز
وفي 556هـ ، لما استقر الصلح بين إيلدكز وإنانش، أرسل إلى ابن آقسنقر الأحمديلي، صاحب مراغة، يدعوه إلى الحضور في خدمة السلطان أرسلان شاه، فامتنع من ذلك، وقال: إن كففتم عني، وإلا فعندي سلطان، وكان عنده ولد محمد شاه بن محمود، وكان الوزير ابن هبيرة قد كاتبه يطمعه بالخطبة لولد محمد شاه، فجهز إيلدكز عسكراً مع ولده البهلوان، فبلغ الخبر إلى ابن آق سنقر فأرسل إلى شاه أرمن، صاحب خلاط، وحالفه، وصارا يداً واحدة، فسير إليه شاه أرمن عسكراً كثيراً، واعتذر عن تأخره بنفسه لأنه في ثغر لا يمكنه مفارقته، فقوي بهم ابن آق سنقر، وكثر جمعه، وسار نحو البهلوان، فالتقيا على نهر اسبيرود، فاشتد القتال بينهم، فانهزم البهلوان أقبح هزيمة ووصل هو وعسكره إلى همذان على أقبح صورة، واستأمن أكثر أصحابه إلى أق سنقر، وعاد إلى بلده منصوراً.

### الحرب بين إيلدكز وإنانش
لما مات ملكشاه بن محمود، أخذ طائفة من أصحابه ابنه محموداً وانصرفوا به نحو بلاد فارس، فخرج عليهم صاحبها زنكي بن دكلا السلغري فأخذه منهم وتركه في قلعة إصطخر، فلما ملك إيلدكز والسلطان أرسلان شاه الذي معه البلاد، وأرسل إيلكز إلى بغداد يطلب الخطبة للسلطان، شرع الوزير عون الدين أبو المظفر يحيى بن هبيرة، وزير الخليفة، في إثارة أصحاب الأطراف عليه، وراسل الأحمديلي، وكاتب زنكي بن دكلا صاحب بلاد فارس يبذل له أن يخطب للملك الذي عندهن وهو ابن ملكشاه، وعلق الخطبة له بظفره بإيلدكز، فخطب ابن دكلا للملك الذي عنده، وأنزله من القلعة، وضرب الطبل على بابه خمس نوب، وجمع عساكره وكاتب إنانش صاحب الري يطلب منه الموافقة.
وسمع الخبر إيلدكز، فحشد وجمع، وكثر عسكره وجموعه فكانت أربعين ألفاً، وسار إلى أصفهان يريد بلاد فارس، وأرسل إلى زنكي بن دكلا يطلب منه الموافقة على أن يعود يخطب لأرسلان شاه، فلم يفعل، وقال: إن الخليفة قد أقطعني بلاده وأنا سائر إليه، فرحل إيلدكز، وبلغه أن لأرسلان بوقا، وهو أمير من أمراء زنكي، وفي أقطاعه أرجان، بالقرب منه، فأنفذ سرية للغارة عليه، فاتفق أن أرسلان بوقا عزم على تغيير الخيل التي معه لضعفها، وأخذ عوضها من ذلك الجشير، فسار في عسكره إلى الجشير، فصادف العسكر الذي سيره إيلدكز لأخذ دوابه، فقاتلهم وأخذهم وقتلهم، وأرسل الرؤوس إلى صاحبه، فكتب بذلك إلى بغداد وطلب المدد، فوعد بذلك.
وكان الوزير عون الدين أيضاً قد كاتب الأمراء الذين مع إيلدكز يوبخهم على طاعته، ويضعف رأيهم، ويحرضهم على مساعدة زنكي ابن دكلا وإنانش؛ وكان إنانش قد برز من الري في عشرة آلاف فارس، فأرسل إليه ابن آقسنقر الأحمديلي خمسة آلاف فارس، وهرب ابن البازدار، صاحب قزوين، وابن طغيرك وغيرهما، فلحقوا بإنانش وهو في صحراء ساوة. واما إيلدكز فإنه استشار نصحائه، فأشاروا بقصد إنانش لأنه أهم، فرحل إليه، ونهب زنكي بن دكلا سهيرم وغيرها، فرد إيلدكز إليه أميراً في عشرة آلاف فارس لحفظ البلاد. فسار زنكي إليهم، فلقيهم وقاتلهم، فانهزم عسكر إيلدكز إليه، فتجلد لذلك وأرسل يطلب عساكر أذربيجان، فجاءته مع ولده قزل أرسلان. ، فسار إيلدكز إلى إنانش وتدانى العسكران، فالتقوا تاسع شعبان وجرى بينهم حرب عظيمة أجلت عن هزيمة إنانش.

### ملك الري
كان إنانش قد استولى على الري واستقر فيها بعد حروبه مع ايلدكز، وعلى جزية يؤديها إليه. ثم مَنع الضريبة واعتذر بنفقات الجند، فسار إليه إيلدكز، وحاربه فهزمه أقبح هزيمة، وقتلت رجاله ونهبت أمواله، وحاصره بقلعة طبرك، وحصر إيلدكز الري، ثم شرع في الصلح، واقترح إنانش أقتراحات، فأجابه إيلدكز إليها، وأعطاه جرباذقان وغيرها، ثم راسل بعض مماليكه ورغبهم فغمروا به وقتلوه. واستولى ايلدكز على طبرك وعلى الري وولى عليها علي بن عمر باغ، ثم رجع إلى همذان، وشكر لموالي إنانش الذين قتلوه، ولم يف لهم بالوعد فافترقوا عنه. وسار الذي تولى قتله إلى خوارزم شاه فصلبه لما كان بينه وبين إنانش.

## الحرب على الكرج / الحملة الجورجية
ومن الأحداث المهمة في عهد أرسلان شاه، رحلة إيلدكز إلى جورجيا عام 557 هـ، والحرب مع جورج الثالث (580-551). تزامن حكم إيلدكز في أذربيجان مع مرحلة جديدة في إحياء أنشطة الملوك الجورجيين، واستغل الجورجيون غياب إيلدكز في المنطقة، واجتمعت الكرج في خلق كثير يبلغون ثلاثين ألف مقاتل، ودخلوا بلاد الإسلام، وقصدوا مدينة دوين من أذربيجان، فملكوها ونهبوها، وقتلوا من أهلها وسوادها نحو عشرة آلاف قتيل، وأخذوا النساء سبايا، وأسروا كثيراً، وأعروا النساء وقادوهم حفاة عراة، وأحرقوا الجوامع والمساجد؛ فلما وصلوا إلى بلادهم أنكر نساء الكرج مافعلوا بنساء المسلمين، وقلن لهم: قد أحوجتم المسلمين أن يفعلوا بنا مثل ما فعلتم بنسائهم؛ وكسونهن. ولما بلغ الخبر إلى شمس الدين إيلدكز، جمع عساكره وحشدها، وانضاف إليه شاه أرمن بن سكمان القطبي، صاحب خلاط، وابن آقسنقر، صاحب مراغة وغيرها، فاجتمعوا في عسكر كثير يزيدون على خمسين ألف مقاتل، وساروا إلى بلاد الكرج في صفر سنة 558هـ ونهبوها، وسبوا النساء والصبيان، وأسروا الرجال، ولقيهم الكرج، واقتتلوا أشد قتال صبر فيه الفريقان، ودامت الحرب بينهم أكثر من شهر، وكان الظفر للمسلمين، فانهزم الكرج وقتل منهم كثير، وجعلوا الإمبراطور رعاياً لهم.
وكان سبب الهزيمة أن بعض الكرج حضر عند إيلدكز، فأسلم على يديه، وقال له: تعطيني عسكراً حتى أسير بهم في طريق أعرفها وأجيء إلى الكرج من ورائهم وهم لا يشعرون! فاستوثق منه، وسير معه عسكراً وواعده يوماً يصل فيه إلى الكرج، فلما كان ذلك اليوم قاتل المسلمون الكرج، فبينما هم في القتال وصل ذلك الكرجي الذي أسلم ومعه العسكر، وكبروا وحملوا على الكرج من ورائهم، فانهزموا، وكثر القتل فيهم والسر، وغنم المسلمون من أموالهم ما لا يدخل تحت الإحصاء لكثرته، فإنهم كانوا متيقنين النصر لكثرتهم، فخيب الله ظنهم، وتبعهم المسلمون يقتلون ويأسرون ثلاثة أيام بلياليها، وعاد المسلمون منصورين قاهرين.

## الوفاة
بحلول وقت وفاته حوالي أكتوبر - نوفمبر 1175، يمكن القول إن إيلدكز كان الزعيم الفعلي بلا منازع لأجزاء كثيرة من الإمبراطورية السلجوقية الكبرى المجزأة بالفعل، والتي تركزت على العراق. ودفن في همدان في مدرسة أسسها، وخلفه أبناؤه محمد جهان بهلوان وقزل أرسلان. اعتبره المؤلف الأرمني فاردان أريفلتسي حَسَن المُعاملة اتجاه المسيحيين.
عند وصول نبأ وفاة شمس الدين إيلدكز إلى جهان بهلوان، غادر على الفور من همدان إلى نخجوان، واستولى على خزينة الدولة وممتلكات العرش. كما جمع كل القوات معًا، وبدأ في انتظار موقف السلطان اتجاهه. بعد وفاة إيلدكز عام 1175، استغل الأمراء، غير الراضين عن سياسته، رحيل جهان من همدان لتحريض السلطان أرسلان شاه على مهاجمة أذربيجان بجيش كبير.  لكن السلطان أرسلان شاه دعا جهان إلى العاصمة، وصالحه، وتوفي بعد فترة وجيزة من تسليمه إدارة الدولة إليه. وبحسب المصادر، فإن أرسلان شاه تم تسميمه بأمراً من جهان، وقام بتثبيت طغرل الثالث ابن أرسلان شاه البالغ من العمر 7 سنوات، على عرش السلطان عام 1177، وأصبح أتابكه.

## الأسرة
تزوج عام 1135 من مؤمنة خاتون أرملة طغرل الثاني. أنجب منها ولدان وبنت:
1. محمد جهان بهلوان
2. قزل أرسلان
3. ابنة